# Yves Navarre
Yves Navarre, né le 24 septembre 1940 à Condom et mort le 24 janvier 1994 à Paris, est un écrivain français, cofondateur en 1976, avec Marie Cardinal, du Syndicat des écrivains de langue française.
Il a obtenu le prix Goncourt pour Le Jardin d'acclimatation en 1980 et le prix Amic de l'Académie française en 1992 pour l'ensemble de son œuvre.

## Biographie
Après des études de lettres modernes (anglais, espagnol) à l'université de Lille, Yves Navarre est diplômé de l'École des hautes études commerciales du Nord (Edhec), promotion 1964. Durant les premières années de sa vie professionnelle, Yves Navarre travaille dans la publicité comme concepteur-rédacteur, notamment à Publicis. Il devient même directeur de création chez BBDO (1969-1971) ; il y engage un jeune rédacteur qui fera son chemin, Thierry Ardisson.
Yves Navarre, dont une thématique récurrente de l'œuvre est l'homosexualité, disait vouloir mettre l'emphase sur une sensualité plutôt qu'une sexualité.
Navarre commence à publier en 1971, initiant une prolifique carrière avec Lady Black, dont le personnage principal se travestit à l'occasion (c'est Jean-Louis Bory qui recommande son manuscrit à Flammarion et chez l'éditeur, c'est Paul Otchakovsky-Laurens qui annonce à Navarre l'acceptation de son texte).
Les Loukoums, histoire d'une maladie (de type IST) frappant certaines personnes vivant à New York, le fait connaître en 1973.
Il enchaîne alors les parutions, souvent autour du thème de l'amour entre deux hommes (Le Petit Galopin de nos corps, 1977 ; Portrait de Julien devant la fenêtre, 1979).
Il s'essaie également au théâtre avec des pièces comme Il pleut, si on tuait papa-maman, Dialogue de sourdes, La Guerre des piscines, Lucienne de Carpentras (où l’on retrouve l’un des personnages principaux des Loukoums, Lucy Balfour) ou encore Les Dernières Clientes.
Son roman Le Jardin d'acclimatation, histoire d'un jeune homme de bonne famille envoyé à l'internement et à la lobotomie parce qu'homosexuel, reçoit le prix Goncourt en 1980.
En 1984, un accident vasculaire cérébral le contraint à un repos forcé de plusieurs mois. Cependant, dès 1986, une nouvelle distinction littéraire, le prix 30 millions d'amis (ou Goncourt des animaux), récompense son roman Une vie de chat (Albin Michel).
Navarre devient le porte-parole de François Mitterrand pour les homosexuels en 1981 et 1989, mais il se sent incompris comme romancier et snobé par le milieu littéraire parisien.
À l'automne 1989, il part donc vivre à Montréal (Québec). Il y situe son roman Ce sont amis que vent emporte (1991), dans lequel un couple d'artistes (Roch et David, l'un sculpteur, l'autre danseur) lutte contre le sida.
Réalisant bientôt que le Canada n'est pas la terre promise qu'il espérait, l'écrivain rentre à Paris et y retrouve les problèmes qui l'avaient incité à s'expatrier. En 1992, il reçoit le prix Amic de l'Académie française pour l'ensemble de son œuvre.
Il avait écrit, dans Biographie, qu'il sortirait « de la gueule du loup par la gorge du loup ». Mais accablé de soucis (entre autres, financiers, car ses droits d'auteur, depuis longtemps sa seule ressource, sont devenus très modestes), complètement déprimé, il se suicide aux barbituriques le 24 janvier 1994. Le titre d'un dernier recueil de nouvelles (publié à titre posthume, en 2006), Avant que tout me devienne insupportable, résume bien l'état d'esprit dans lequel il a commis son geste.
Un roman inédit de l'auteur, Pour dans peu, a été publié en octobre 2016 aux éditions H&O.
Son Journal inédit (extraits) paraît en 2024.

## Postérité
On peut citer cet extrait d'un article toujours actuel de l'écrivain et critique Patrick Besson : 

« On lit (Navarre) comme on téléphone à un ami rigolo et ronchon : pour entendre le son de sa voix fatiguée raconter toujours les mêmes choses sans intérêt, sauf pour lui et nous. Il est grand temps de retourner dans cette maison abandonnée de presque tous les lecteurs et éditeurs : le propriétaire y habite toujours. Il n'a pas vieilli, puisqu'il est mort. »

## Fonds d'archives
Des fonds d'archives d'Yves Navarre sont conservés en France et à l'étranger.

### En France
- La bibliothèque Méjanes à Aix-en-Provence détient des documents liés à l'écrivain lorsqu'il était étudiant à l'Edhec, une correspondance de jeunesse et quelques nouvelles et poèmes de la même époque.
- La médiathèque centrale Émile-Zola à Montpellier a reçu en septembre 2017 les archives de l'écrivain légué par l'Association des amis d'Yves Navarre et les éditions H&O. Ce fonds rassemble des tapuscrits, des bons à tirer, des romans, des photos, des revues de presse et de la correspondance[7].

### À l'étranger
- au centre d'archives de Montréal de Bibliothèque et Archives nationales du Québec[8].
- à la bibliothèque de la Penn State University aux États-Unis.

## Les amis d'Yves Navarre
L'association Les amis d'Yves Navarre, créée en 2016, s’attache à faire connaître l’œuvre d’Yves Navarre grâce à des éditions d'ouvrages inédits, des colloques internationaux (5e colloque, à l'Institut de France en 2021) et la publication des Cahiers Yves Navarre,, ainsi qu'à, depuis 2024, un prix de master. Elle travaille sur les archives, dont la création du Fonds national d’archives Yves Navarre (Médiathèque centrale de Montpellier).

## Œuvres

### Romans
- Lady Black, Flammarion, 1971 ; réédition, H&O, coll. « H&O Poche », 2011  (ISBN 978-2-84547-225-9)
- Evolène, Flammarion, 1972
- Les Loukoums, Flammarion, 1973
- Le Cœur qui cogne, Flammarion, 1974
- Killer, Flammarion, 1975
- Plum Parade : vingt-quatre heures de la vie d'un mini-cirque, Flammarion, 1975
- Niagarak, Grasset, 1976
- Le Petit Galopin de nos corps, 1977, Robert Laffont ; rééd. avec une préface de Serge Hefez, Béziers, H&O, coll. « Classiques H&O poche », 2005, 256 p.  (ISBN 2-845-47109-2))
- Kurwenal ou la Part des êtres, Robert Laffont, 1977 ; rééd. H&O, coll. « H&O Poche », 2009  (ISBN 978-2-84547-171-9)
- Je vis où je m'attache, Robert Laffont, 1978
- Portrait de Julien devant sa fenêtre, Robert Laffont, 1979 ; rééd. H&O, coll. « H&O Poche », 2006  (ISBN 978-2-84547-135-1)
- Le Temps voulu, Flammarion, 1979 ; rééd. H&O, coll. « H&O Poche », 2010  (ISBN 978-2-84547-211-2)
- Le Jardin d'acclimatation, Flammarion, 1980 ; rééd. H&O, coll. « H&O Poche », 2019  (ISBN 978-2-84547-343-0)
- Biographie, Flammarion, 1981 (la première de couverture précisant qu'il s'agit d'un roman)
- Romances sans paroles, Flammarion, 1982
- Premières Pages, Flammarion, 1983
- L'Espérance de beaux voyages, Flammarion, 1984
  - 1 : Été-automne
  - 2 : Hiver-printemps
- Louise, Flammarion, 1985
- Une vie de chat, Albin Michel, 1986 ; rééd. en 2013
- Fête des mères, Albin Michel, 1987
- Romans, un roman, Albin Michel, 1988
- Hôtel Styx, Albin Michel, 1989
- Douce France, Montréal, Leméac, 1990
- La Terrasse des audiences au moment de l'adieu, Montréal, Leméac, 1990
- Ce sont amis que vent emporte, Flammarion, 1991
- Poudre d'or, Flammarion, 1993

À titre posthume
- Dernier dimanche avant la fin du siècle, Flammarion, 1994
- La Ville Atlantique, Leméac-Actes Sud, 1996
- La Dame du fond de la cour, Leméac-Actes Sud, 2000
- Avant que tout me devienne insupportable, H&O, 2006
- Pour dans peu, H&O, 2016

### Théâtre
- 1974 : Théâtre 1, FlammarionRéunit : Théâtre des peurs et des pleurs ; Il pleut, si on tuait papa-maman, pièce en un acte et 18 scènes ; Dialogue de sourdes, pièce en un acte, une scène ; Freaks society, pièce en un acte, une scène ; Champagne, pièce en un acte, une scène ; Les Valises, pièce en un acte et 14 scènes
- 1976 : Théâtre 2, FlammarionRéunit : La Guerre des piscines, pièce en un acte et 9 scènes ; Lucienne de Carpentras, pièce en un acte et 16 scènes ; Les Dernières clientes, pièce en deux actes et 21 scènes ; Histoire d'amour, pièce en un acte et 8 scènes
- 1978 : Les Dernières Clientes, mise en scène Louis Thierry, Studio des Champs-Élysées
- 1981 : Freaks Society, mise en scène Jacques-René Martin, théâtre Comédie de Paris
- 1982 : Théâtre 3, FlammarionRéunit : Le Butoir ; September song ; Happy end ; Vue imprenable sur Paris
- 1999 : Dialogue de sourdes, réédition, Nice, La Traverse

### Écrits divers
- 1984 : Phénix, le paysage regarde, essai, illustré par Jean Dieuzaide et Lucien Clergue, Paul Montel
- 1992 : La Vie dans l'âme, carnets, Montréal, Le Jour / VLB
- 1997 : Un condamné à vivre s'est échappé, textes, entretiens et poèmes, avec Pierre Salducci, Hull (Québec), Vents d'Ouest
- 2024 : Journal, préf. Frédéric Andrau, Paris, Éditions Séguier, 512 p.,  (ISBN 978-2840499510)

### Édition (en cours)
- Oeuvres complètes 1 : 1971-1974, H&O, 2018Contient : Lady Black ; Sin-King City (inédit) ; Evolène ; Les Loukoums ; nouvelle ; poésie ; théâtre
- Oeuvres complètes 2 : 1974-1976, H&O, 2020 Contient : Le Cœur qui cogne ; Killer ; Niagarak ; poésie ; théâtre ; scénario ; livret de ballet ; jeunesse
- Oeuvres complètes 3 : 1977-1979, H&O, 2021Contient : Le Petit Galopin de nos corps ; Kurwenal ou La part des êtres ; La Nuit la plus longue ; Au petit bonheur ; Je vis où je m'attache ; Les Empreintes digitales ; Portrait de Julien devant la fenêtre ; Le Temps voulu ; nouvelles ; théâtre
- Oeuvres complètes 4 : 1980-1981, H&O, 2023Contient : Le Jardin d'acclimatation ; Le Vent nominal et autres poèmes ; Tic-tic ; Le Billet froissé ; nouvelle ; poésie ; scénario

## Adaptations
- 1988 : À corps perdu, film canado-suisse réalisé par Léa Pool, adaptation inspirée du roman Kurwenal (1977), avec Matthias Habich, Johanne Marie Tremblay et Michel Voïta
- 2014 : La Fibre des mots, scène pour baryton et orchestre de Julian Lembke, créé sous la direction de Patrick Davin[17]

## Récompenses
- 1980 : Prix Goncourt pour Le Jardin d'acclimatation
- 1986 : Goncourt des animaux pour Une vie de chat[18]
- 1992 : Prix Amic de l'Académie française pour l'ensemble de son œuvre[19]

## Citations
« La tendresse tue. L'absence de tendresse assassine. »

« Toute création vraie est un suicide que personne ne regarde. »

— Ce sont amis que vent emporte

« Je sortirai de la gueule du loup par la gorge du loup. »

— Biographie